# NGC 1038
NGC 1038 ist eine Spiralgalaxie vom Hubble-Typ Sa im Sternbild Walfisch südlich des Himmelsäquators. Sie ist schätzungsweise 196 Millionen Lichtjahre von der Milchstraße entfernt und hat einen Durchmesser von etwa 95.000 Lichtjahren.
Im selben Himmelsareal befinden sich u. a. die Galaxien NGC 1016, NGC 1019, NGC 1032, NGC 1043.
Das Objekt wurde am 17. Oktober 1885 vom US-amerikanischen Astronomen Lewis Swift entdeckt.